# 흐린 날에 쓴 편지
《흐린 날에 쓴 편지》는 1998년 10월 31일부터 1999년 2월 7일까지 방영된 SBS 주말극장으로, IMF를 겪으며 어두운 경제 현실을 배경으로 실직자, 장애인 등 사회의 약자를 주인공으로 서로 고통을 함께 나눌 따뜻한 마음의 필요성을 담았다.
당초 50부작으로 기획되었지만 시청률이 20%를 넘지 못하자 30부작으로 조기 종영되었다. 이에 김운경 작가는 시청률이 모든 것을 지배하는 풍토에서는 좋은 드라마가 나올 희망은 없다고 비판하였다.

## 등장 인물
- 김석훈 : 윤영두 역 - 홍 여사의 차남
- 박윤현 : 서은영 역 - 직장 동료
- 김영철 : 윤영범 역 - 남주인공, 윤씨와 홍 여사의 장남
- 곽진영 : 윤영애 역 - 홍 여사의 고명딸이자 영두의 누나
- 김주혁 : 진촌 선생 제자 박현당 역
- 이순재 : 서예가 진촌 선생 역
- 이주현 : 윤영묵 역 - 사진작가, 윤씨와 홍 여사의 막내아들
- 이정길 : 홍범구 역
- 전인화 : 승희 역 - 여주인공, 영범의 처
- 정혜선 : 홍 여사 역
- 김성환 : 임 서방 역
- 홍여진 : 오 마담 역
- 김승욱 : 김삼수 역
- 김의성 : 석현 역
- 김영배 : 은영 오빠 종구 역
- 김은정 : 미용실 전 선생 역
- 한형섭 : 미스터 신 역
- 송희아 : 성숙 역
- 유정석 : 정수 역
- 엄유신 : 범구 아내 문 여사 역
- 서권순 : 옥분 역
- 박주아 : 은영의 어머니 역
- 박진성 : 미용실 주 선생 역
- 김철수
- 김지수
- 김지혜
- 송지은
- 고미영
- 김승현
- 김미희
- 방경림
- 황정미
- 조권탁
- 박미영
- 김용건 : 미용실 원장 역
- 양금석 : 카페 사장 역
- 김은수
- 이동신 : 잡지사 편집장 역
- 정승호 : 포장마차 사장 역